# Susanoo
 (décembre 2008).
Si vous disposez d'ouvrages ou d'articles de référence ou si vous connaissez des sites web de qualité traitant du thème abordé ici, merci de compléter l'article en donnant les références utiles à sa vérifiabilité et en les liant à la section « Notes et références ».
Susanoo (スサノオ, ancienne orthographe : スサノヲ, « Susanowo ») ou Susanoo-no-Mikoto (素戔嗚命/須佐之男命) est le dieu (kami) des tempêtes dans le shintoïsme.

## Légende
Susanoo (parfois transcrit « Susanowo ») est le frère d'Amaterasu, la déesse du Soleil, et de Tsukuyomi, le dieu de la Lune. D'après le Kojiki, chacun des trois a été engendré d'Izanagi, quand il s'est lavé le visage des souillures du pays des morts (Yomi), à l'embouchure du fleuve Tachibana, à Himuka (actuelle préfecture de Miyazaki). Amaterasu a été créée quand Izanagi a lavé son œil gauche, Tsukuyomi a été créé lors du lavage de l'œil droit, et Susanoo lors du lavage du nez.
Il harcèle son père pour obtenir la permission d'aller aux enfers pour rendre visite à Izanami, la femme d'Izanagi. Excédé, son père le chasse. Il va alors au ciel où il conteste le domaine de sa sœur Amaterasu, parce qu'il est insatisfait de régner sur la mer.
Amaterasu lui lance un défi : celui d'enfanter des kamis mâles. Des colliers d'Amaterasu naissent cinq jeunes femmes. Du sabre de Susanoo naissent cinq kamis mâles impétueux. Susanoo ayant remporté le défi, il se livre à toutes sortes d'excès. Le Kojiki recense quatre offenses que le dieu des tempêtes auraient commises : détruire les rizières (en détruisant les digues et en comblant les fossés), répandre des déjections et écorcher un poulain-pie avant de le placer dans la maison de sa sœur.
Excédée par ces actes, Amaterasu se retire dans une caverne, entraînant une nuit perpétuelle. Il est alors chassé du Ciel par Amaterasu et se réfugie à Izumo (ancienne province du Japon, aujourd'hui incluse dans la préfecture de Shimane) dont il devient le premier maître. Les dieux lui coupent la barbe et lui enlèvent les ongles avant de le bannir de la Terre Céleste en guise de punition.
Chassé, il va battre le dragon terrifiant la province de Koshi. Il se réconcilie ensuite avec Amaterasu et lui offre l'épée Kusanagi no tsurugi.
Il devient aussi le dieu de la fertilité.

## Susanoo et le dragon octocéphale Yamata-no-Orochi
Cette histoire se passe au moment où il est banni du ciel.
Déguisé en cavalier, il rencontra dans une ferme un couple de vieillards et leur fille Kushinada-hime. Kushinada-hime était la dernière de ses huit sœurs, les autres ayant été dévorées par un dragon à huit têtes appelé Yamata-no-orochi, et le lendemain à minuit le dragon devait revenir la chercher.
Susanoo, sans se dévoiler, décida de combattre le dragon. Avec l'aide des villageois, il construisit sur le mont Sentsū une gigantesque palissade percée de huit portes autour de la ferme. Puis il mit huit tonneaux devant les portes. Les villageois s'enfuyaient au fur et à mesure qu'ils entendaient les rugissement du dragon qui se rapprochait : il ne resta plus que Susanoo. Le dieu était seul debout dans la cour, une hache à la main et son épée Totsuka. De sa hache, il perça les tonneaux de saké ; puis il se cacha dans une charrette.
Le monstre arriva. Méfiant, il se dit qu'une seule des huit têtes irait en éclaireur pendant que les autres monteraient la garde. Voyant que rien de dangereux ne se passait, les sept têtes burent tout le saké. Susanoo trancha la huitième tête. Fou de douleur, le monstre se releva, hurlant et brisant une partie de la barrière. Susanoo transforma alors Kushinada-hime en peigne et la cacha dans ses cheveux.
Les sept têtes se dressèrent menaçantes au-dessus de Susanoo. Mais le dragon, sous l’emprise de l’alcool, titubait et lacérait le vide tandis que Susanoo était rapide. Une à une les têtes tombèrent, et bientôt le dragon périt.
Dans la queue du dragon, Susanoo découvrit l’épée magique Ame-Murakumo-Tsurugi (L'Épée-Nuage sourcilleuse du ciel), plus tard connu en tant que Kusanagi no tsurugi. L'épée fut présentée à Amaterasu comme cadeau de réconciliation. Amaterasu l'offrit ensuite à son petit-fils Ninigi avec le Yata-no-Kagami (un miroir) et le magatama (bijoux sacrés) comme preuve de son droit divin de régner.
Susanoo épousa finalement Kushinada-hime, avec qui il fonda la dynastie d'Izumo.

## La dynastie d'Izumo
Les descendants de Kushinada-hime et de Susanoo régnèrent sur la province d'Izumo pendant six générations. Cela rendit jaloux les dieux. Ils forcèrent les seigneurs d'Izumo à se rebeller et le sixième descendant de Susanoo fut obligé de renoncer au trône.
Après une ère de chaos, Ninigi, le petit-fils d'Amaterasu, régna sur le Japon.
La région d'Izumo abrite de nombreux sanctuaires dédiés à Susanoo, notamment celui de Yaegaki près de la ville de Matsue.
Susanoo est aussi célébré dans environ 280 sanctuaires appelés « Hikawa », principalement dans les préfectures de Saitama et de Tokyo.

## Tradition japonaise inspirée de Susanoo
Une histoire raconte qu'un jour il reçut les supplications d'un pauvre homme, dans sa compassion, Susanoo lui dit comment protéger sa maison de la peste. L'homme devait accrocher une corde de paille tressée en travers de l'entrée de sa maison. La tradition se perpétue et encore récemment une telle corde était accrochée le long des routes pour arrêter la diffusion des épidémies.
Après de nombreux voyages, Susanoo a rejoint Izanami dans le royaume des morts.

## Arbre généalogique
|                                              |                                              |                                              |                                              |                                              |                                              |                              |                              |                                    |                                    |                                    |                                    | Ōyamatsumi,                        | Ōyamatsumi,                        | Ōyamatsumi,                   | Ōyamatsumi,                   | Ōyamatsumi,                   | Ōyamatsumi,                   |                             |                             |                             |                             | Susanoo,:277                   | Susanoo,:277                   | Susanoo,:277                   | Susanoo,:277                   | Susanoo,:277                   | Susanoo,:277                   |                       |                       |                         |                         |                         |                         |                         |                         |                      |                      |                            |                            |                            |                            |                            |                            |
|                                              |                                              |                                              |                                              |                                              |                                              |                              |                              |                                    |                                    |                                    |                                    | Ōyamatsumi,                        | Ōyamatsumi,                        | Ōyamatsumi,                   | Ōyamatsumi,                   | Ōyamatsumi,                   | Ōyamatsumi,                   |                             |                             |                             |                             | Susanoo,:277                   | Susanoo,:277                   | Susanoo,:277                   | Susanoo,:277                   | Susanoo,:277                   | Susanoo,:277                   |                       |                       |                         |                         |                         |                         |                         |                         |                      |                      |                            |                            |                            |                            |                            |                            |
|                                              |                                              |                                              |                                              |                                              |                                              |                              |                              |                                    |                                    |                                    |                                    |                                    |                                    |                               |                               |                               |                               |                             |                             |                             |                             |                                |                                |                                |                                |                                |                                |                       |                       |                         |                         |                         |                         |                         |                         |                      |                      |                            |                            |                            |                            |                            |                            |
|                                              |                                              |                                              |                                              |                                              |                                              |                              |                              |                                    |                                    |                                    |                                    |                                    |                                    |                               |                               |                               |                               |                             |                             |                             |                             |                                |                                |                                |                                |                                |                                |                       |                       | Kamuo Ichihime (en),    |                         |                         |                         |                         |                         |                      |                      |                            |                            |                            |                            |                            |                            |
|                                              |                                              |                                              |                                              |                                              |                                              |                              |                              |                                    |                                    |                                    |                                    |                                    |                                    |                               |                               |                               |                               |                             |                             |                             |                             |                                |                                |                                |                                |                                |                                |                       |                       |                         |                         |                         |                         |                         |                         |                      |                      |                            |                            |                            |                            |                            |                            |
|                                              |                                              |                                              |                                              |                                              |                                              |                              |                              |                                    |                                    |                                    |                                    |                                    |                                    |                               |                               |                               |                               |                             |                             |                             |                             |                                |                                |                                |                                |                                |                                |                       |                       |                         |                         |                         |                         |                         |                         |                      |                      |                            |                            |                            |                            |                            |                            |
|                                              |                                              |                                              |                                              |                                              |                                              |                              |                              |                                    |                                    |                                    |                                    |                                    |                                    |                               |                               |                               |                               |                             |                             |                             |                             |                                |                                |                                |                                |                                |                                |                       |                       |                         |                         |                         |                         |                         |                         |                      |                      |                            |                            |                            |                            |                            |                            |
|                                              |                                              | Konohanachiru-hime (en),:277                 | Konohanachiru-hime (en),:277                 | Konohanachiru-hime (en),:277                 | Konohanachiru-hime (en),:277                 | Konohanachiru-hime (en),:277 | Konohanachiru-hime (en),:277 | Ashinazuchi (en),                  | Ashinazuchi (en),                  | Ashinazuchi (en),                  | Ashinazuchi (en),                  | Ashinazuchi (en),                  | Ashinazuchi (en),                  |                               |                               | Tenazuchi (en)                | Tenazuchi (en)                | Tenazuchi (en)              | Tenazuchi (en)              | Tenazuchi (en)              | Tenazuchi (en)              |                                |                                |                                |                                | Toshigami,                     | Toshigami,                     | Toshigami,            | Toshigami,            | Toshigami,              | Toshigami,              |                         |                         | Ukanomitama, (Inari)    | Ukanomitama, (Inari)    | Ukanomitama, (Inari) | Ukanomitama, (Inari) | Ukanomitama, (Inari)       | Ukanomitama, (Inari)       |                            |                            |                            |                            |
|                                              |                                              | Konohanachiru-hime (en),:277                 | Konohanachiru-hime (en),:277                 | Konohanachiru-hime (en),:277                 | Konohanachiru-hime (en),:277                 | Konohanachiru-hime (en),:277 | Konohanachiru-hime (en),:277 | Ashinazuchi (en),                  | Ashinazuchi (en),                  | Ashinazuchi (en),                  | Ashinazuchi (en),                  | Ashinazuchi (en),                  | Ashinazuchi (en),                  |                               |                               | Tenazuchi (en)                | Tenazuchi (en)                | Tenazuchi (en)              | Tenazuchi (en)              | Tenazuchi (en)              | Tenazuchi (en)              |                                |                                |                                |                                | Toshigami,                     | Toshigami,                     | Toshigami,            | Toshigami,            | Toshigami,              | Toshigami,              |                         |                         | Ukanomitama, (Inari)    | Ukanomitama, (Inari)    | Ukanomitama, (Inari) | Ukanomitama, (Inari) | Ukanomitama, (Inari)       | Ukanomitama, (Inari)       |                            |                            |                            |                            |
|                                              |                                              |                                              |                                              |                                              |                                              |                              |                              |                                    |                                    |                                    |                                    |                                    |                                    |                               |                               |                               |                               |                             |                             |                             |                             |                                |                                |                                |                                |                                |                                |                       |                       |                         |                         |                         |                         |                         |                         |                      |                      |                            |                            |                            |                            |                            |                            |
|                                              |                                              |                                              |                                              |                                              |                                              |                              |                              |                                    |                                    |                                    |                                    |                                    |                                    |                               |                               |                               |                               |                             |                             |                             |                             |                                |                                |                                |                                | Oyamakui (en)                  |                                |                       |                       |                         |                         |                         |                         |                         |                         |                      |                      |                            |                            |                            |                            |                            |                            |
|                                              |                                              |                                              |                                              |                                              |                                              |                              |                              |                                    |                                    |                                    |                                    | Kushinadahime,:277                 |                                    |                               |                               |                               |                               |                             |                             |                             |                             |                                |                                |                                |                                |                                |                                |                       |                       |                         |                         |                         |                         |                         |                         |                      |                      |                            |                            |                            |                            |                            |                            |
|                                              |                                              |                                              |                                              |                                              |                                              |                              |                              |                                    |                                    |                                    |                                    |                                    |                                    |                               |                               |                               |                               |                             |                             |                             |                             |                                |                                |                                |                                |                                |                                |                       |                       |                         |                         |                         |                         |                         |                         |                      |                      |                            |                            |                            |                            |                            |                            |
|                                              |                                              |                                              |                                              |                                              |                                              |                              |                              |                                    |                                    |                                    |                                    |                                    |                                    |                               |                               |                               |                               |                             |                             |                             |                             |                                |                                |                                |                                |                                |                                |                       |                       |                         |                         |                         |                         |                         |                         |                      |                      |                            |                            |                            |                            |                            |                            |
|                                              |                                              |                                              |                                              |                                              |                                              |                              |                              |                                    |                                    |                                    |                                    |                                    |                                    |                               |                               |                               |                               |                             |                             |                             |                             | Yashimajinumi (en),:277        |                                |                                |                                |                                |                                |                       |                       |                         |                         |                         |                         |                         |                         |                      |                      |                            |                            |                            |                            |                            |                            |
|                                              |                                              |                                              |                                              |                                              |                                              |                              |                              |                                    |                                    |                                    |                                    |                                    |                                    |                               |                               |                               |                               |                             |                             |                             |                             |                                |                                |                                |                                |                                |                                |                       |                       |                         |                         |                         |                         |                         |                         |                      |                      |                            |                            |                            |                            |                            |                            |
|                                              |                                              |                                              |                                              |                                              |                                              |                              |                              |                                    |                                    |                                    |                                    |                                    |                                    |                               |                               |                               |                               |                             |                             |                             |                             |                                |                                |                                |                                |                                |                                |                       |                       |                         |                         |                         |                         |                         |                         |                      |                      |                            |                            |                            |                            |                            |                            |
|                                              |                                              | Kagutsuchi                                   |                                              |                                              |                                              |                              |                              |                                    |                                    |                                    |                                    |                                    |                                    |                               |                               |                               |                               |                             |                             |                             |                             |                                |                                |                                |                                |                                |                                |                       |                       |                         |                         |                         |                         |                         |                         |                      |                      |                            |                            |                            |                            |                            |                            |
|                                              |                                              |                                              |                                              |                                              |                                              |                              |                              |                                    |                                    |                                    |                                    |                                    |                                    |                               |                               |                               |                               |                             |                             |                             |                             |                                |                                |                                |                                |                                |                                |                       |                       |                         |                         |                         |                         |                         |                         |                      |                      |                            |                            |                            |                            |                            |                            |
|                                              |                                              | Kuraokami (en)                               |                                              |                                              |                                              |                              |                              |                                    |                                    |                                    |                                    |                                    |                                    |                               |                               |                               |                               |                             |                             |                             |                             |                                |                                |                                |                                |                                |                                |                       |                       |                         |                         |                         |                         |                         |                         |                      |                      |                            |                            |                            |                            |                            |                            |
|                                              |                                              |                                              |                                              |                                              |                                              |                              |                              |                                    |                                    |                                    |                                    |                                    |                                    |                               |                               |                               |                               |                             |                             |                             |                             |                                |                                |                                |                                |                                |                                |                       |                       |                         |                         |                         |                         |                         |                         |                      |                      |                            |                            |                            |                            |                            |                            |
|                                              |                                              | Hikawahime,:278                              | Hikawahime,:278                              | Hikawahime,:278                              | Hikawahime,:278                              | Hikawahime,:278              | Hikawahime,:278              |                                    |                                    |                                    |                                    | Fuha-no-Mojikunusunu (ja):278      | Fuha-no-Mojikunusunu (ja):278      | Fuha-no-Mojikunusunu (ja):278 | Fuha-no-Mojikunusunu (ja):278 | Fuha-no-Mojikunusunu (ja):278 | Fuha-no-Mojikunusunu (ja):278 |                             |                             |                             |                             |                                |                                |                                |                                |                                |                                |                       |                       |                         |                         |                         |                         |                         |                         |                      |                      |                            |                            |                            |                            |                            |                            |
|                                              |                                              | Hikawahime,:278                              | Hikawahime,:278                              | Hikawahime,:278                              | Hikawahime,:278                              | Hikawahime,:278              | Hikawahime,:278              |                                    |                                    |                                    |                                    | Fuha-no-Mojikunusunu (ja):278      | Fuha-no-Mojikunusunu (ja):278      | Fuha-no-Mojikunusunu (ja):278 | Fuha-no-Mojikunusunu (ja):278 | Fuha-no-Mojikunusunu (ja):278 | Fuha-no-Mojikunusunu (ja):278 |                             |                             |                             |                             |                                |                                |                                |                                |                                |                                |                       |                       |                         |                         |                         |                         |                         |                         |                      |                      |                            |                            |                            |                            |                            |                            |
|                                              |                                              |                                              |                                              |                                              |                                              |                              |                              |                                    |                                    |                                    |                                    |                                    |                                    |                               |                               |                               |                               |                             |                             |                             |                             |                                |                                |                                |                                |                                |                                |                       |                       |                         |                         |                         |                         |                         |                         |                      |                      |                            |                            |                            |                            |                            |                            |
|                                              |                                              |                                              |                                              |                                              |                                              |                              |                              | Fukabuchi-no-Mizuyarehana (ja):278 | Fukabuchi-no-Mizuyarehana (ja):278 | Fukabuchi-no-Mizuyarehana (ja):278 | Fukabuchi-no-Mizuyarehana (ja):278 | Fukabuchi-no-Mizuyarehana (ja):278 | Fukabuchi-no-Mizuyarehana (ja):278 |                               |                               | Ame-no-Tsudoechine (ja):278   | Ame-no-Tsudoechine (ja):278   | Ame-no-Tsudoechine (ja):278 | Ame-no-Tsudoechine (ja):278 | Ame-no-Tsudoechine (ja):278 | Ame-no-Tsudoechine (ja):278 |                                |                                | Funozuno:278                   | Funozuno:278                   | Funozuno:278                   | Funozuno:278                   | Funozuno:278          | Funozuno:278          |                         |                         |                         |                         |                         |                         |                      |                      |                            |                            |                            |                            |                            |                            |
|                                              |                                              |                                              |                                              |                                              |                                              |                              |                              | Fukabuchi-no-Mizuyarehana (ja):278 | Fukabuchi-no-Mizuyarehana (ja):278 | Fukabuchi-no-Mizuyarehana (ja):278 | Fukabuchi-no-Mizuyarehana (ja):278 | Fukabuchi-no-Mizuyarehana (ja):278 | Fukabuchi-no-Mizuyarehana (ja):278 |                               |                               | Ame-no-Tsudoechine (ja):278   | Ame-no-Tsudoechine (ja):278   | Ame-no-Tsudoechine (ja):278 | Ame-no-Tsudoechine (ja):278 | Ame-no-Tsudoechine (ja):278 | Ame-no-Tsudoechine (ja):278 |                                |                                | Funozuno:278                   | Funozuno:278                   | Funozuno:278                   | Funozuno:278                   | Funozuno:278          | Funozuno:278          |                         |                         |                         |                         |                         |                         |                      |                      |                            |                            |                            |                            |                            |                            |
|                                              |                                              |                                              |                                              |                                              |                                              |                              |                              |                                    |                                    |                                    |                                    |                                    |                                    |                               |                               |                               |                               |                             |                             |                             |                             |                                |                                |                                |                                |                                |                                |                       |                       |                         |                         |                         |                         |                         |                         |                      |                      |                            |                            |                            |                            |                            |                            |
|                                              |                                              | Sashikuni Okami:278                          | Sashikuni Okami:278                          | Sashikuni Okami:278                          | Sashikuni Okami:278                          | Sashikuni Okami:278          | Sashikuni Okami:278          |                                    |                                    |                                    |                                    | Omizunu (en):278                   | Omizunu (en):278                   | Omizunu (en):278              | Omizunu (en):278              | Omizunu (en):278              | Omizunu (en):278              |                             |                             |                             |                             |                                |                                | Futemimi:278                   | Futemimi:278                   | Futemimi:278                   | Futemimi:278                   | Futemimi:278          | Futemimi:278          |                         |                         |                         |                         |                         |                         |                      |                      |                            |                            |                            |                            |                            |                            |
|                                              |                                              | Sashikuni Okami:278                          | Sashikuni Okami:278                          | Sashikuni Okami:278                          | Sashikuni Okami:278                          | Sashikuni Okami:278          | Sashikuni Okami:278          |                                    |                                    |                                    |                                    | Omizunu (en):278                   | Omizunu (en):278                   | Omizunu (en):278              | Omizunu (en):278              | Omizunu (en):278              | Omizunu (en):278              |                             |                             |                             |                             |                                |                                | Futemimi:278                   | Futemimi:278                   | Futemimi:278                   | Futemimi:278                   | Futemimi:278          | Futemimi:278          |                         |                         |                         |                         |                         |                         |                      |                      |                            |                            |                            |                            |                            |                            |
|                                              |                                              |                                              |                                              |                                              |                                              |                              |                              |                                    |                                    |                                    |                                    |                                    |                                    |                               |                               |                               |                               |                             |                             |                             |                             |                                |                                |                                |                                |                                |                                |                       |                       |                         |                         |                         |                         |                         |                         |                      |                      |                            |                            |                            |                            |                            |                            |
|                                              |                                              | Sashikuni Wakahime (ja):278                  | Sashikuni Wakahime (ja):278                  | Sashikuni Wakahime (ja):278                  | Sashikuni Wakahime (ja):278                  | Sashikuni Wakahime (ja):278  | Sashikuni Wakahime (ja):278  |                                    |                                    |                                    |                                    |                                    |                                    |                               |                               |                               |                               | Ame-no-Fuyukinu (en),:278   | Ame-no-Fuyukinu (en),:278   | Ame-no-Fuyukinu (en),:278   | Ame-no-Fuyukinu (en),:278   | Ame-no-Fuyukinu (en),:278      | Ame-no-Fuyukinu (en),:278      |                                |                                |                                |                                |                       |                       | Takamimusubi,           | Takamimusubi,           | Takamimusubi,           | Takamimusubi,           | Takamimusubi,           | Takamimusubi,           |                      |                      |                            |                            |                            |                            |                            |                            |
|                                              |                                              | Sashikuni Wakahime (ja):278                  | Sashikuni Wakahime (ja):278                  | Sashikuni Wakahime (ja):278                  | Sashikuni Wakahime (ja):278                  | Sashikuni Wakahime (ja):278  | Sashikuni Wakahime (ja):278  |                                    |                                    |                                    |                                    |                                    |                                    |                               |                               |                               |                               | Ame-no-Fuyukinu (en),:278   | Ame-no-Fuyukinu (en),:278   | Ame-no-Fuyukinu (en),:278   | Ame-no-Fuyukinu (en),:278   | Ame-no-Fuyukinu (en),:278      | Ame-no-Fuyukinu (en),:278      |                                |                                |                                |                                |                       |                       | Takamimusubi,           | Takamimusubi,           | Takamimusubi,           | Takamimusubi,           | Takamimusubi,           | Takamimusubi,           |                      |                      |                            |                            |                            |                            |                            |                            |
|                                              |                                              |                                              |                                              |                                              |                                              |                              |                              |                                    |                                    |                                    |                                    |                                    |                                    |                               |                               |                               |                               |                             |                             |                             |                             |                                |                                |                                |                                |                                |                                |                       |                       |                         |                         |                         |                         |                         |                         |                      |                      |                            |                            |                            |                            |                            |                            |
|                                              |                                              |                                              |                                              |                                              |                                              |                              |                              |                                    |                                    |                                    |                                    |                                    |                                    |                               |                               |                               |                               |                             |                             |                             |                             |                                |                                |                                |                                |                                |                                |                       |                       | Futodama (en),          |                         |                         |                         |                         |                         |                      |                      |                            |                            |                            |                            |                            |                            |
|                                              |                                              |                                              |                                              |                                              |                                              |                              |                              |                                    |                                    |                                    |                                    |                                    |                                    |                               |                               |                               |                               |                             |                             |                             |                             |                                |                                |                                |                                |                                |                                |                       |                       |                         |                         |                         |                         |                         |                         |                      |                      |                            |                            |                            |                            |                            |                            |
|                                              |                                              |                                              |                                              |                                              |                                              |                              |                              |                                    |                                    |                                    |                                    |                                    |                                    |                               |                               |                               |                               |                             |                             |                             |                             |                                |                                |                                |                                |                                |                                |                       |                       |                         |                         |                         |                         |                         |                         |                      |                      |                            |                            |                            |                            |                            |                            |
|                                              |                                              | Nunakawahime (en)                            | Nunakawahime (en)                            | Nunakawahime (en)                            | Nunakawahime (en)                            | Nunakawahime (en)            | Nunakawahime (en)            |                                    |                                    |                                    |                                    | Ōkuninushi,:278 (Ōnamuchi)         | Ōkuninushi,:278 (Ōnamuchi)         | Ōkuninushi,:278 (Ōnamuchi)    | Ōkuninushi,:278 (Ōnamuchi)    | Ōkuninushi,:278 (Ōnamuchi)    | Ōkuninushi,:278 (Ōnamuchi)    |                             |                             |                             |                             | Kamotaketsunumi no Mikoto (en) | Kamotaketsunumi no Mikoto (en) | Kamotaketsunumi no Mikoto (en) | Kamotaketsunumi no Mikoto (en) | Kamotaketsunumi no Mikoto (en) | Kamotaketsunumi no Mikoto (en) |                       |                       |                         |                         |                         |                         |                         |                         |                      |                      |                            |                            |                            |                            |                            |                            |
|                                              |                                              | Nunakawahime (en)                            | Nunakawahime (en)                            | Nunakawahime (en)                            | Nunakawahime (en)                            | Nunakawahime (en)            | Nunakawahime (en)            |                                    |                                    |                                    |                                    | Ōkuninushi,:278 (Ōnamuchi)         | Ōkuninushi,:278 (Ōnamuchi)         | Ōkuninushi,:278 (Ōnamuchi)    | Ōkuninushi,:278 (Ōnamuchi)    | Ōkuninushi,:278 (Ōnamuchi)    | Ōkuninushi,:278 (Ōnamuchi)    |                             |                             |                             |                             | Kamotaketsunumi no Mikoto (en) | Kamotaketsunumi no Mikoto (en) | Kamotaketsunumi no Mikoto (en) | Kamotaketsunumi no Mikoto (en) | Kamotaketsunumi no Mikoto (en) | Kamotaketsunumi no Mikoto (en) |                       |                       |                         |                         |                         |                         |                         |                         |                      |                      |                            |                            |                            |                            |                            |                            |
|                                              |                                              |                                              |                                              |                                              |                                              |                              |                              |                                    |                                    |                                    |                                    |                                    |                                    |                               |                               |                               |                               |                             |                             |                             |                             |                                |                                |                                |                                |                                |                                |                       |                       |                         |                         |                         |                         |                         |                         |                      |                      |                            |                            |                            |                            |                            |                            |
|                                              |                                              |                                              |                                              |                                              |                                              |                              |                              |                                    |                                    |                                    |                                    |                                    |                                    |                               |                               |                               |                               |                             |                             |                             |                             |                                |                                |                                |                                |                                |                                |                       |                       |                         |                         |                         |                         |                         |                         |                      |                      |                            |                            |                            |                            |                            |                            |
|                                              |                                              |                                              |                                              |                                              |                                              |                              |                              |                                    |                                    |                                    |                                    |                                    |                                    |                               |                               |                               |                               |                             |                             |                             |                             |                                |                                |                                |                                |                                |                                |                       |                       |                         |                         |                         |                         |                         |                         |                      |                      |                            |                            |                            |                            |                            |                            |
|                                              |                                              |                                              |                                              |                                              |                                              |                              |                              | Kotoshironushi,                    | Kotoshironushi,                    | Kotoshironushi,                    | Kotoshironushi,                    | Kotoshironushi,                    | Kotoshironushi,                    |                               |                               |                               |                               |                             |                             |                             |                             | Tamakushi-hime (en)            | Tamakushi-hime (en)            | Tamakushi-hime (en)            | Tamakushi-hime (en)            | Tamakushi-hime (en)            | Tamakushi-hime (en)            |                       |                       | Takeminakata (en),      | Takeminakata (en),      | Takeminakata (en),      | Takeminakata (en),      | Takeminakata (en),      | Takeminakata (en),      |                      |                      | Clan Susa (en)             | Clan Susa (en)             | Clan Susa (en)             | Clan Susa (en)             | Clan Susa (en)             | Clan Susa (en)             |
|                                              |                                              |                                              |                                              |                                              |                                              |                              |                              | Kotoshironushi,                    | Kotoshironushi,                    | Kotoshironushi,                    | Kotoshironushi,                    | Kotoshironushi,                    | Kotoshironushi,                    |                               |                               |                               |                               |                             |                             |                             |                             | Tamakushi-hime (en)            | Tamakushi-hime (en)            | Tamakushi-hime (en)            | Tamakushi-hime (en)            | Tamakushi-hime (en)            | Tamakushi-hime (en)            |                       |                       | Takeminakata (en),      | Takeminakata (en),      | Takeminakata (en),      | Takeminakata (en),      | Takeminakata (en),      | Takeminakata (en),      |                      |                      | Clan Susa (en)             | Clan Susa (en)             | Clan Susa (en)             | Clan Susa (en)             | Clan Susa (en)             | Clan Susa (en)             |
|                                              |                                              |                                              |                                              | JAPONAIS EMPEREURS                           |                                              |                              |                              |                                    |                                    |                                    |                                    |                                    |                                    |                               |                               |                               |                               |                             |                             |                             |                             |                                |                                |                                |                                |                                |                                |                       |                       |                         |                         |                         |                         |                         |                         |                      |                      |                            |                            |                            |                            |                            |                            |
|                                              |                                              |                                              |                                              |                                              |                                              |                              |                              |                                    |                                    |                                    |                                    |                                    |                                    |                               |                               |                               |                               |                             |                             |                             |                             |                                |                                |                                |                                |                                |                                |                       |                       |                         |                         |                         |                         |                         |                         |                      |                      |                            |                            |                            |                            |                            |                            |
| 711–585 BC l'Empeureur Jinmu 660–585 BC(1)   | 711–585 BC l'Empeureur Jinmu 660–585 BC(1)   | 711–585 BC l'Empeureur Jinmu 660–585 BC(1)   | 711–585 BC l'Empeureur Jinmu 660–585 BC(1)   | 711–585 BC l'Empeureur Jinmu 660–585 BC(1)   | 711–585 BC l'Empeureur Jinmu 660–585 BC(1)   |                              |                              | Himetataraisuzu-hime               | Himetataraisuzu-hime               | Himetataraisuzu-hime               | Himetataraisuzu-hime               | Himetataraisuzu-hime               | Himetataraisuzu-hime               |                               |                               |                               |                               |                             |                             |                             |                             |                                |                                |                                |                                |                                |                                |                       |                       | Kamo no Okimi (en),     | Kamo no Okimi (en),     | Kamo no Okimi (en),     | Kamo no Okimi (en),     | Kamo no Okimi (en),     | Kamo no Okimi (en),     |                      |                      | Mirahime (ja)              | Mirahime (ja)              | Mirahime (ja)              | Mirahime (ja)              | Mirahime (ja)              | Mirahime (ja)              |
| 711–585 BC l'Empeureur Jinmu 660–585 BC(1)   | 711–585 BC l'Empeureur Jinmu 660–585 BC(1)   | 711–585 BC l'Empeureur Jinmu 660–585 BC(1)   | 711–585 BC l'Empeureur Jinmu 660–585 BC(1)   | 711–585 BC l'Empeureur Jinmu 660–585 BC(1)   | 711–585 BC l'Empeureur Jinmu 660–585 BC(1)   |                              |                              | Himetataraisuzu-hime               | Himetataraisuzu-hime               | Himetataraisuzu-hime               | Himetataraisuzu-hime               | Himetataraisuzu-hime               | Himetataraisuzu-hime               |                               |                               |                               |                               |                             |                             |                             |                             |                                |                                |                                |                                |                                |                                |                       |                       | Kamo no Okimi (en),     | Kamo no Okimi (en),     | Kamo no Okimi (en),     | Kamo no Okimi (en),     | Kamo no Okimi (en),     | Kamo no Okimi (en),     |                      |                      | Mirahime (ja)              | Mirahime (ja)              | Mirahime (ja)              | Mirahime (ja)              | Mirahime (ja)              | Mirahime (ja)              |
|                                              |                                              |                                              |                                              |                                              |                                              |                              |                              |                                    |                                    |                                    |                                    |                                    |                                    |                               |                               |                               |                               |                             |                             |                             |                             |                                |                                |                                |                                |                                |                                |                       |                       |                         |                         |                         |                         |                         |                         |                      |                      |                            |                            |                            |                            |                            |                            |
|                                              |                                              |                                              |                                              |                                              |                                              |                              |                              |                                    |                                    |                                    |                                    |                                    |                                    |                               |                               |                               |                               |                             |                             |                             |                             |                                |                                |                                |                                |                                |                                |                       |                       |                         |                         |                         |                         |                         |                         |                      |                      |                            |                            |                            |                            |                            |                            |
|                                              |                                              |                                              |                                              |                                              |                                              |                              |                              |                                    |                                    |                                    |                                    |                                    |                                    |                               |                               |                               |                               |                             |                             |                             |                             |                                |                                |                                |                                |                                |                                |                       |                       |                         |                         |                         |                         |                         |                         |                      |                      |                            |                            |                            |                            |                            |                            |
|                                              |                                              |                                              |                                              |                                              |                                              |                              |                              |                                    |                                    |                                    |                                    |                                    |                                    |                               |                               |                               |                               |                             |                             |                             |                             |                                |                                |                                |                                |                                |                                |                       |                       |                         |                         |                         |                         |                         |                         |                      |                      |                            |                            |                            |                            |                            |                            |
| 632–549 BC l'Empeureur Suizei, 581–549 BC(2) | 632–549 BC l'Empeureur Suizei, 581–549 BC(2) | 632–549 BC l'Empeureur Suizei, 581–549 BC(2) | 632–549 BC l'Empeureur Suizei, 581–549 BC(2) | 632–549 BC l'Empeureur Suizei, 581–549 BC(2) | 632–549 BC l'Empeureur Suizei, 581–549 BC(2) |                              |                              | Isuzuyori-hime (en),               | Isuzuyori-hime (en),               | Isuzuyori-hime (en),               | Isuzuyori-hime (en),               | Isuzuyori-hime (en),               | Isuzuyori-hime (en),               |                               |                               | Hikoyai (en),                 | Hikoyai (en),                 | Hikoyai (en),               | Hikoyai (en),               | Hikoyai (en),               | Hikoyai (en),               |                                |                                | Kamuyaimimi, d.577 BC          | Kamuyaimimi, d.577 BC          | Kamuyaimimi, d.577 BC          | Kamuyaimimi, d.577 BC          | Kamuyaimimi, d.577 BC | Kamuyaimimi, d.577 BC | Clan Miwa and Clan Kamo | Clan Miwa and Clan Kamo | Clan Miwa and Clan Kamo | Clan Miwa and Clan Kamo | Clan Miwa and Clan Kamo | Clan Miwa and Clan Kamo |                      |                      | Nunasokonakatsu-hime (en), | Nunasokonakatsu-hime (en), | Nunasokonakatsu-hime (en), | Nunasokonakatsu-hime (en), | Nunasokonakatsu-hime (en), | Nunasokonakatsu-hime (en), |
| 632–549 BC l'Empeureur Suizei, 581–549 BC(2) | 632–549 BC l'Empeureur Suizei, 581–549 BC(2) | 632–549 BC l'Empeureur Suizei, 581–549 BC(2) | 632–549 BC l'Empeureur Suizei, 581–549 BC(2) | 632–549 BC l'Empeureur Suizei, 581–549 BC(2) | 632–549 BC l'Empeureur Suizei, 581–549 BC(2) |                              |                              | Isuzuyori-hime (en),               | Isuzuyori-hime (en),               | Isuzuyori-hime (en),               | Isuzuyori-hime (en),               | Isuzuyori-hime (en),               | Isuzuyori-hime (en),               |                               |                               | Hikoyai (en),                 | Hikoyai (en),                 | Hikoyai (en),               | Hikoyai (en),               | Hikoyai (en),               | Hikoyai (en),               |                                |                                | Kamuyaimimi, d.577 BC          | Kamuyaimimi, d.577 BC          | Kamuyaimimi, d.577 BC          | Kamuyaimimi, d.577 BC          | Kamuyaimimi, d.577 BC | Kamuyaimimi, d.577 BC | Clan Miwa and Clan Kamo | Clan Miwa and Clan Kamo | Clan Miwa and Clan Kamo | Clan Miwa and Clan Kamo | Clan Miwa and Clan Kamo | Clan Miwa and Clan Kamo |                      |                      | Nunasokonakatsu-hime (en), | Nunasokonakatsu-hime (en), | Nunasokonakatsu-hime (en), | Nunasokonakatsu-hime (en), | Nunasokonakatsu-hime (en), | Nunasokonakatsu-hime (en), |
|                                              |                                              |                                              |                                              |                                              |                                              |                              |                              |                                    |                                    |                                    |                                    |                                    |                                    |                               |                               |                               |                               |                             |                             |                             |                             |                                |                                |                                |                                |                                |                                |                       |                       |                         |                         |                         |                         |                         |                         |                      |                      |                            |                            |                            |                            |                            |                            |
|                                              |                                              |                                              |                                              | Maison impériale du Japon                    | Maison impériale du Japon                    | Maison impériale du Japon    | Maison impériale du Japon    | Maison impériale du Japon          | Maison impériale du Japon          |                                    |                                    |                                    |                                    |                               |                               |                               |                               |                             |                             |                             |                             |                                |                                | Clan Ō, and Clan Aso           | Clan Ō, and Clan Aso           | Clan Ō, and Clan Aso           | Clan Ō, and Clan Aso           | Clan Ō, and Clan Aso  | Clan Ō, and Clan Aso  |                         |                         |                         |                         |                         |                         |                      |                      |                            |                            |                            |                            |                            |                            |

## Honneur
L'astéroïde (10604) Susanoo est nommé en son honneur.